# Thomas Gaskell Tutin
Thomas Gaskell Tutin est un botaniste britannique, né le 21 avril 1908 à Kew et mort le 7 octobre 1987.

## Biographie
Il est le fils unique de Frank et Jane Tutin, il a une sœur, Elizabeth, de quatre ans sa cadette. Celle-ci deviendra une portraitiste renommée et, sous son nom de femme marié, Mary Gillick, sera l’auteur du portrait d’Élisabeth II qui figurera sur la première pièce de monnaie de son règne. Son père est chimiste et travaille à peu de distance des Jardins botaniques royaux de Kew et le jeune Tutin s’intéresse très tôt à la botanique mais aussi aux papillons. Il fréquente très souvent les jardins de Kew ce qui lui permet d’accumuler de solides connaissances en botanique.
Il étudie à la Cotham Grammar School de Bristol de 1920 à 1927, année de son entrée au Downing College de Cambridge. Il est influencé par Humphrey Gilbert-Carter (1884-1969), qui dirige le jardin botanique de Cambridge de 1921 à 1950. Tutin qui n’avait pas été séduit par sa première année de botanique, au point d’envisager de s’orienter vers la zoologie, va changer d’opinion grâce aux cours de Gilbert-Carter. Il va notamment s’intéresser à la taxinomie. Tutin va être aussi profondément influencé par sa fréquentation de la Cambridge Natural History Society où il se lie d’amitié avec Paul Westmacott Richards (1908-1995) et Edmund Frederic Warburg (1908-1966). Ces très jeunes gens herborisent les environs avec d’autres futurs botanistes comme John Scott Lennox Gilmour (1906-1986). Tutin commence à se spécialiser sur les carex et les graminées.
À la fin de sa seconde année, Tutin participe à une expédition dans les Açores et à Madère aux côtés de E.F. Warburg, Alfred Philip Galabin Michelmore (1906-), John Alwyne Kitching (1908-1996), William Alexander Francis Balfour-Browne (1874-1967). Warburg et Tutin publient deux articles à la suite de ce voyage.
Sur l’invitation du professeur Albert Charles Seward (1863-1941), il étudie les collections de végétaux fossiles dans un laboratoire où il rencontre Thomas Maxwell Harris (1903-1983). Tutin fait durant les années suivantes plusieurs herborisation tant en Angleterre, qu’en Espagne (1931) avec Paul Richards et William Balfour Gourlay. Tutin se joint en 1933 à une expédition organisée par Cambridge en Guyane britannique à laquelle participe également George Stuart Carter (1893-1969), Edward Nevill Willmer (1902-2001). C’est grâce à ce voyage que Tutin découvre la botanique tropicale.
En 1934, Tutin décroche un poste au laboratoire de la Marine Biological Association à Plymouth où il travaille sur les causes d’une maladie frappant les Zostera. En 1937, il quitte Plymouth pour participer à une expédition organisée par le Percy Sladen Trust au lac Titicaca conduite par Hugh Cary Gilson (1910-2000).
En 1939, Tutin devient maître assistant au département de botanique de l’université de Manchester. Ayant découvert la question des algues planctoniques au lac Titicaca, il poursuit ce thème de recherche, notamment grâce à la proximité du Lake District et du laboratoire du Freshwater Biological Association à Wray Castle. Il y fait la rencontre d’Winifred Anne Pennington, sa future épouse et future membre de la Royal Society. Tutin développe également sa théorie selon laquelle n’importe quel grand lac verra s’installer une végétation aquatique stable, un véritable climax, et que l’on n'observe pas alors la succession classique conduisant au remplissage progressif du lac et à sa transformation à une zone boisée, l’hydrosère. Cette hypothèse sera également formulée par George Evelyn Hutchinson (1903-1991) et John Walter Guerrier Lund. Il passe la période de la Seconde Guerre mondiale dans les services de renseignements de l’amirauté à Cambridge.
En 1947, Tutin devient le premier professeur de botanique de l’université de Leicester. Arthur George Tansley (1871-1955) suggère que Tutin réalise une nouvelle flore britannique car le dernier ouvrage de la sorte était Student’s Flora of the British Islands de Sir Joseph Dalton Hooker (1817-1911) dont la première publication date de 1870 et la dernière révision de 1884. Sir Tansley suggère qu’Arthur Roy Clapham (1904-1990) et Heff Warburg y participent également. Paul Westmacott Richards (1908-1995) est chargé d’écrire la partie consacrée au Juncaceae. La Flora of the Bristish Isles, ouvrage de plus de 1 600 pages, paraît en 1952. Une deuxième édition paraît en 1962 et une troisième en 1987, enfin une version de poche paraît en 1959 (rééditée en 1968 et 1981).
Au Congrès de botanique de Paris de 1954, le projet d’une flore européenne est lancée. Tutin participe à un comité chargé de sa réalisation et qui compte également David Henriques Valentine (1912-1987), Norman Alan Burges (1911-), Vernon Hilton Heywood (1927-), Stuart Max Walters (1920-2005) et David Allardice Webb (1912-1994). Cette flore, Flora Europaea (1964-1980), comptera 5 volumes et nécessitera vingt ans de travail de 175 auteurs.
En 1977, il reçoit la médaille linnéenne en récompense de ses travaux en taxinomie végétale, et en 1979, un titre de docteur honoraire par le Trinity College de Dublin. Il est membre de diverses sociétés savantes dont la Botanical Society of the British Isles (qu’il préside de 1957 à 1961).

## Source
- Anthony David Bradshaw (1992). Thomas Gaskell Tutin. 21 April 1908-7 October 1987, Biographical Memoirs of Fellows of the Royal Society, 38 : 360-375.  (ISSN 0080-4606)